# Louny
Louny (pronunție în cehă [ˈlounɪ]; în germană Laun) este o comună și un oraș din regiunea Ústí nad Labem din Republica Cehă. Are o populație de aproximativ 18.000 de locuitori.
Se întinde de-a lungul râului Ohře. Centrul istoric al orașului este bine conservat și este protejat prin lege ca zonă de monument urban.

## Diviziuni administrative
Louny este format din trei diviziuni administrative (în paranteze populația conform recensământului din 2021):
- Louny (17.318)
- Brloh (143)
- Nečichy (102)

Brloh formează o exclavă a teritoriului comunal.

## Etimologie
Originea numelui Louny este neclară. Teoriile mai vechi, care sunt mai puțin probabile, leagă numele de numele personal Lún, de cuvântul ceh lůno (literal „uter”, dar aici are sensul de „vale”), de pasărea luňák (adică „zmeu”) sau chiar de cuvântul celtic louwn („gazon”).
Teorii moderne și mai probabile atribuie originea numelui cuvintelor cehe vechi lunúti („a curge repede”) și lúňa / lúna („curent”), care s-ar referi la debitul local al râului Ohře.

## Geografie
Louny se află la aproximativ 38 kilometri (24 mi) sud-est de Ústí nad Labem și la 49 kilometri (30 mi) nord-vest de Praga. Se află în cea mai mare parte în platoul Dolnooharsk (în cehă: Dolnooharská tabule, platoul Ohře Inferior), dar o mică parte de nord a teritoriului comunei se extinde în Ținuturile Boemiei Centrale sau regiunea České Středohoří și include cel mai înalt punct al comunei Louny, aflat la 301 metri (988 ft) deasupra nivelului mării. Râul Ohře curge prin oraș.

## Istorie

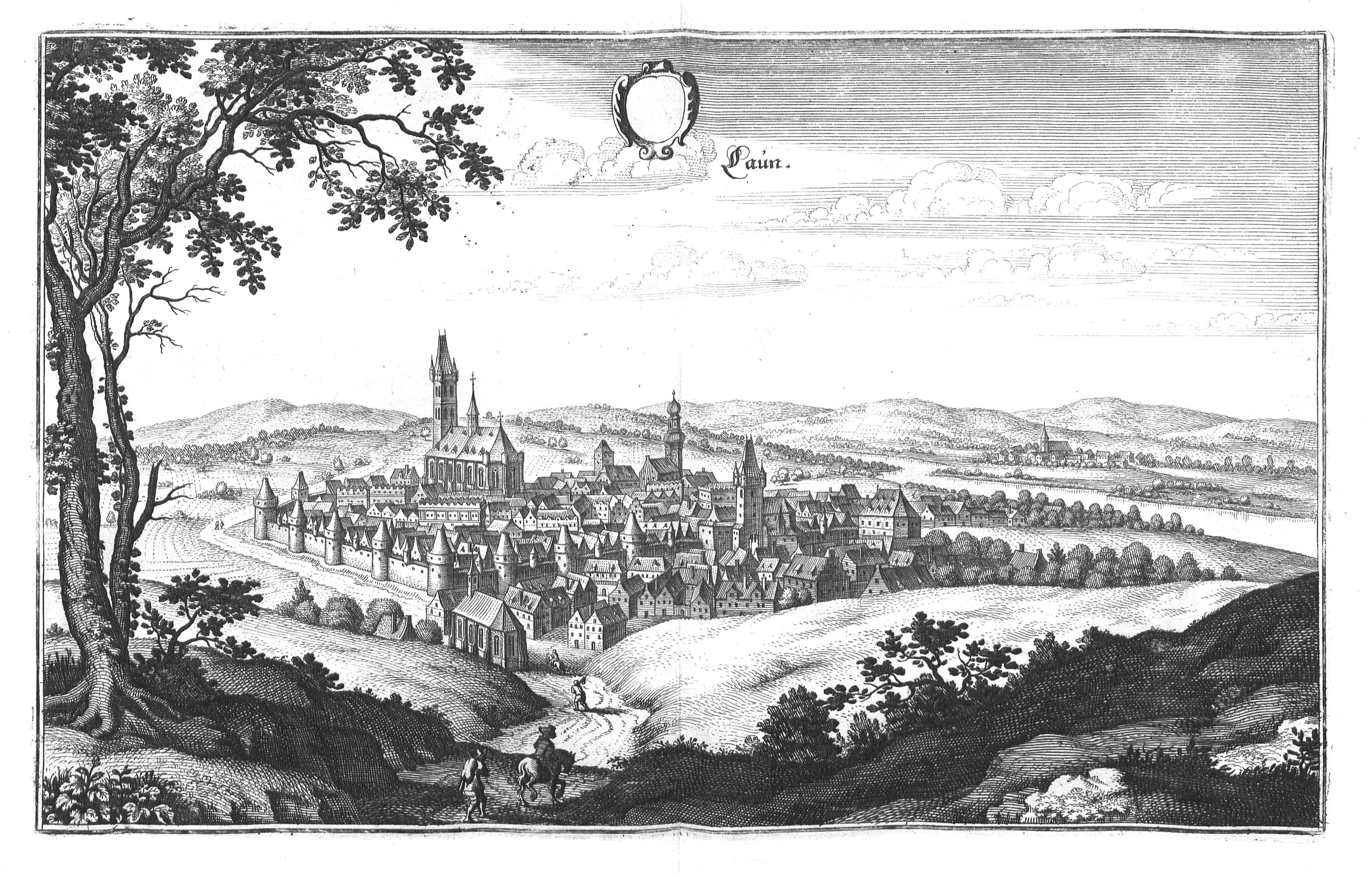
Louny în 1650; gravură de Matthäus Merian cel Bătrân

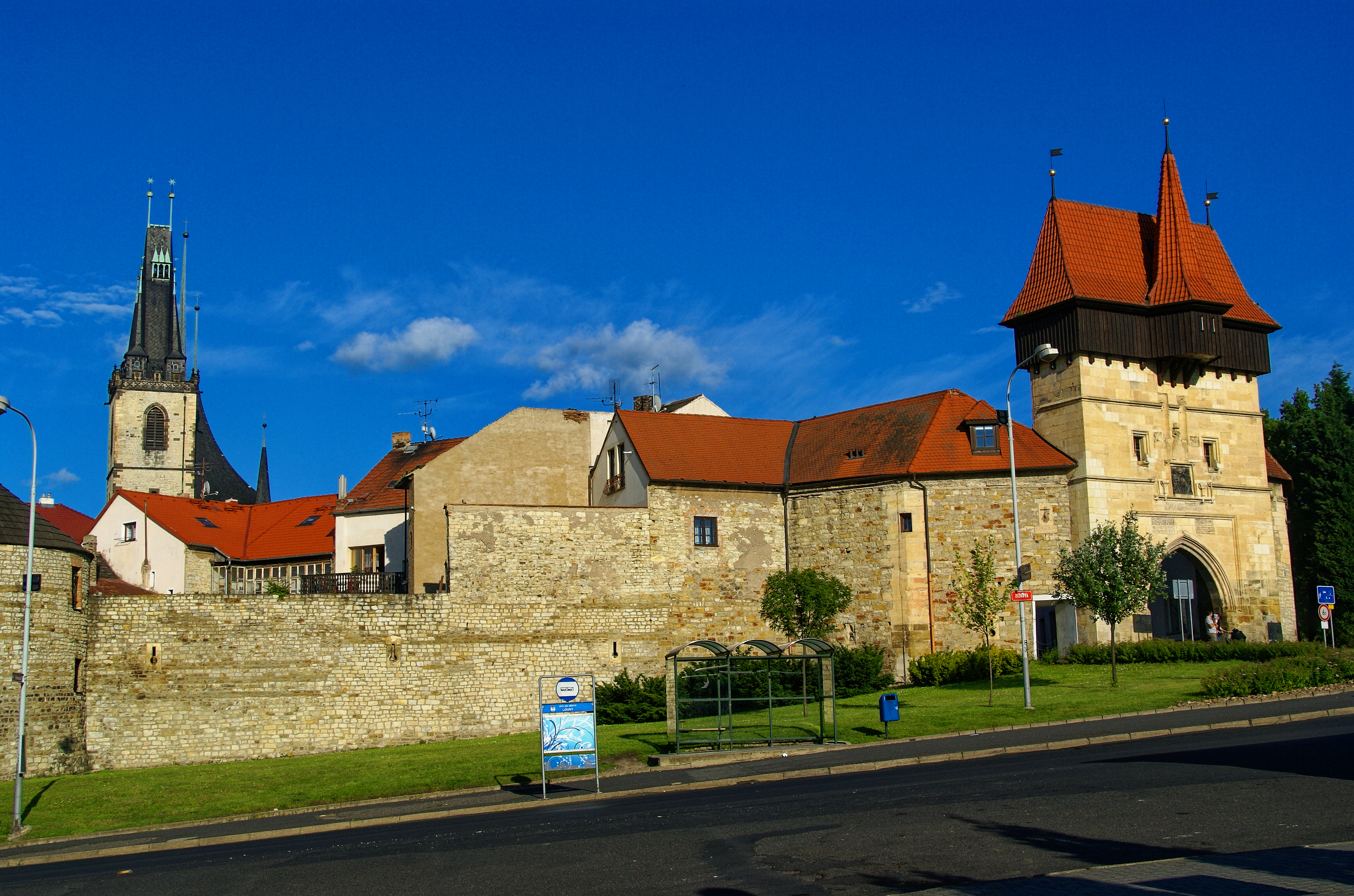
Zidurile orașului cu Poarta Žatec

La începutul secolelor XI-XII a existat o așezare numită Luna, situată pe locul bisericii de astăzi cu hramul Sfântul Petru.
Prima mențiune scrisă datează din anul 1115, când a fost proprietatea Abației Kladruby. În anii 1260, un oraș regal a fost fondat aici de către regele Ottokar al II-lea. Acesta era situat pe două căi de circulație importante, râul Ohře și drumul de la Praga la Nürnberg. Împreună cu orașul a fost fondată și o mănăstire benedictină, care a fost distrusă în timpul Războaielor Husite.
Orașul s-a dezvoltat rapid în secolul al XV-lea, când au fost construite Biserica Sfântul Petru, Biserica Maicii Domnului și fortificațiile orașului.
După un incendiu din 1517, orașul a fost grav avariat și a trebuit să fie reconstruit, iar o nouă biserică (Biserica Sfântul Nicolae) a fost construită.
În secolul al XIX-lea și apoi în anii 1960 și 1970, au avut loc demolări extinse în orașul istoric și multe case valoroase renascentiste și părți din fortificațiile orașului au fost distruse. Dezvoltarea economică a orașului Louny a avut loc în a doua jumătate a secolului al XIX-lea, când au apărut ateliere de reparații feroviare, fabrica de zahăr, berărie, abatoare, mori și instituții financiare. După 1945, industrializarea comunei Louny a continuat.
Până în 1918, orașul a făcut parte din Austro-Ungaria, în districtul cu același nume, unul dintre cele 94 de Bezirkshauptmannschaften ale Boemiei.

## Economie
Orașul se află pe un nod de cale ferată. O fabrică de revizie a motoarelor și a materialului rulant de cale ferată, cunoscută mai târziu ca Servicii de mașini grele, a fost înființată în 1873. A fost un angajator major și a contribuit la dezvoltarea orașului la începutul secolului al XX-lea. Compania a fost cel mai mare angajator al orașului până în 2014, când a dat faliment. Din 2019, complexul industrial a fost închiriat companiei DAKO-CZ, care este un producător de sisteme de frânare pentru material rulant.
Alte industrii includ o fabrică de bere (din hameiul care este cultivat în regiune) și o fabrică de izolatoare electrice din porțelan pentru cablurile de alimentare. Cel mai mare angajator cu sediul în Louny este compania cehă Fujikoki, producător de supape de expansiune termostatică folosite la aparatele de aer condiționat auto.

## Transporturi
Prin Louny circulă mai multe linii de cale ferată: Most – Rakovník, Česká Lípa⁠(d) – Postoloprty⁠(d) și Louny – Kralupy nad Vltavou⁠(d). În oraș se află trei gări.

## Obiective turistice

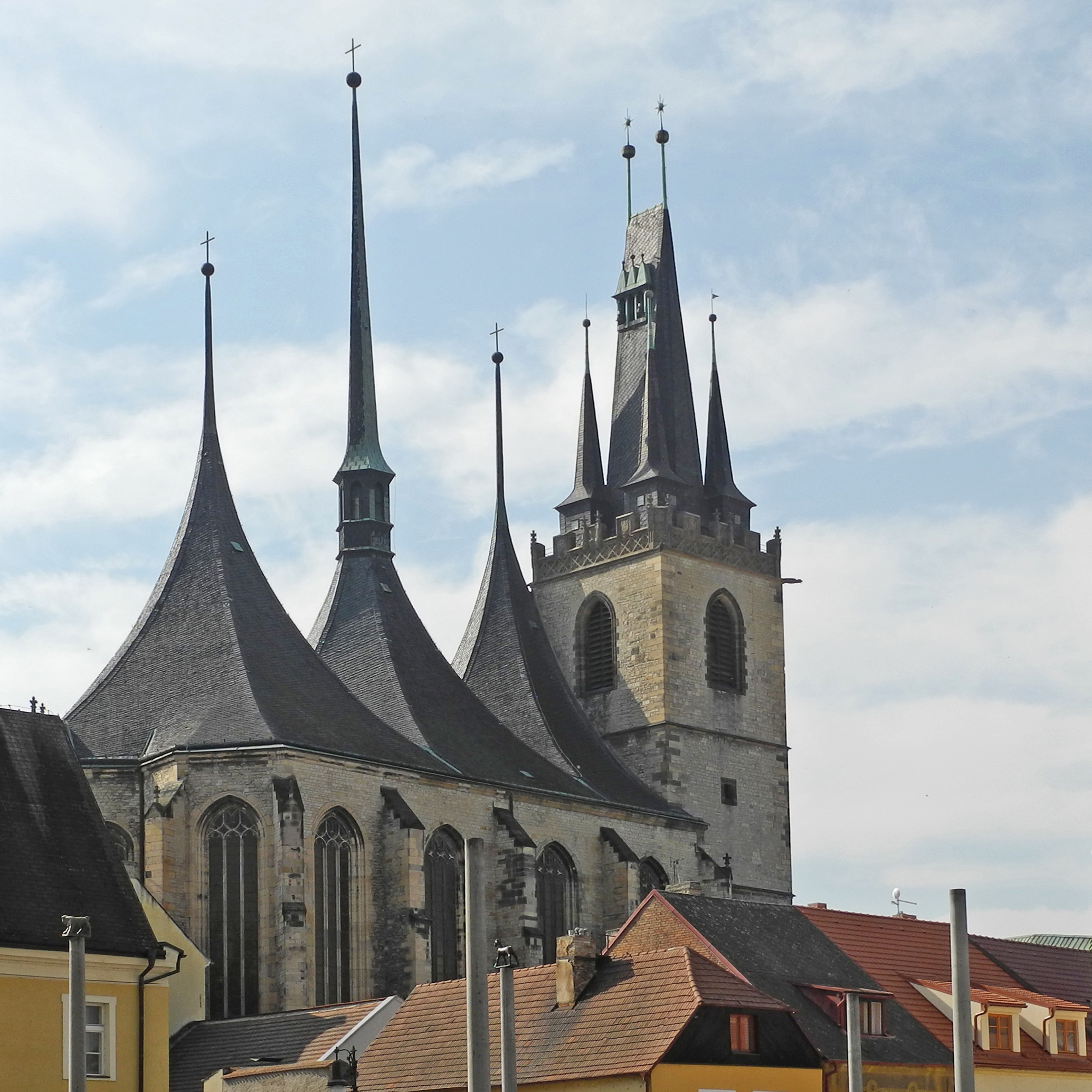
Biserica Sfântul Nicolae

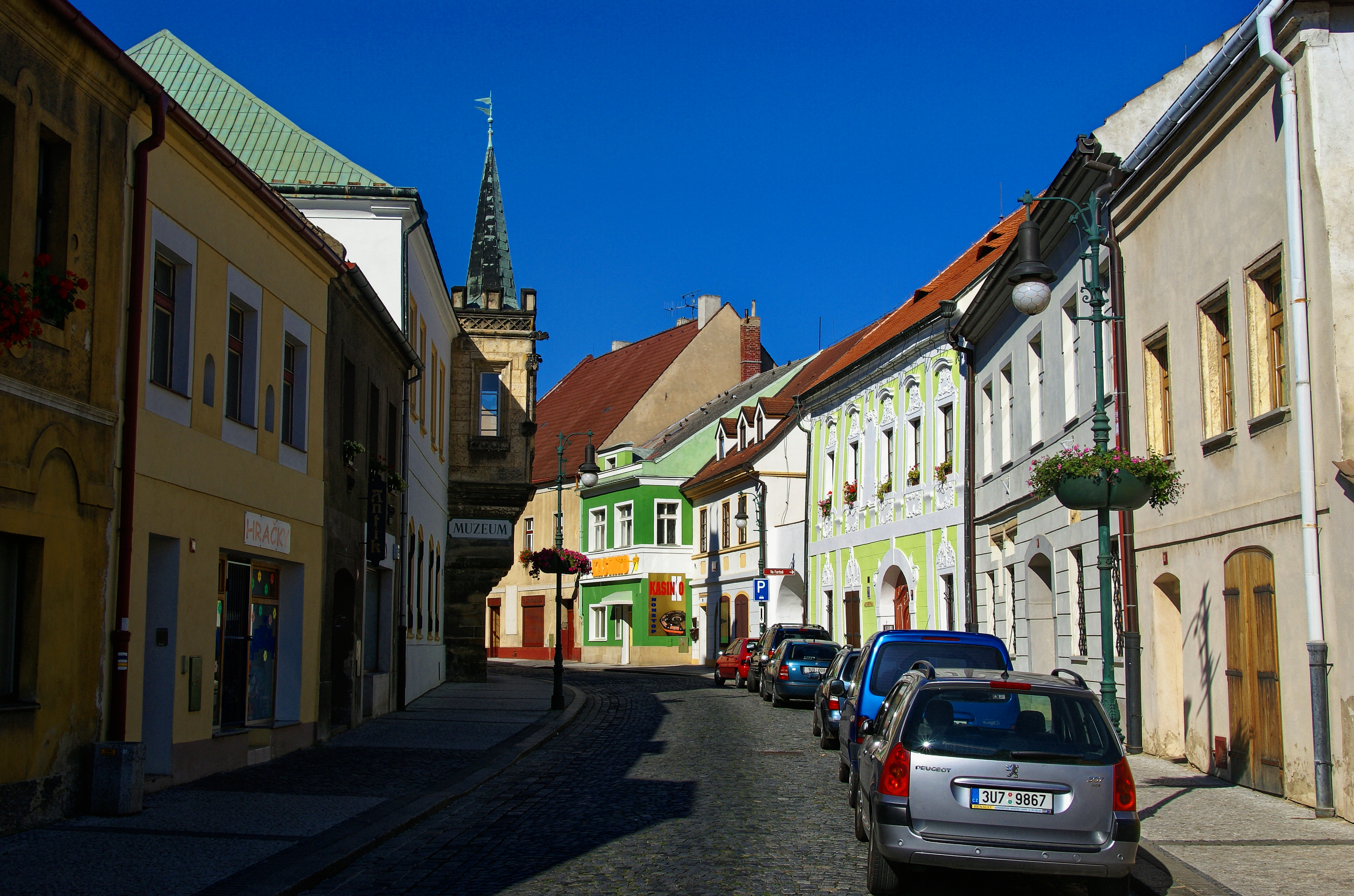
Muzeul regional de pe strada Pivovarská

Cel mai important obiectiv turistic este Biserica romano-catolică Sfântul Nicolae, construită în stil gotic târziu în anii 1519–1538. Unul dintre arhitecți a fost Benedikt Rejt⁠(d). Încorporează un turn de la o biserică anterioară, care a fost distrusă împreună cu cea mai mare parte a orașului într-un incendiu mare din 1517. Alte biserici semnificative din oraș sunt Biserica Sfântul Petru din secolele XIV-XV, Biserica Maicii Domnului din 1493 și Biserica Sfinților Paisprezece Mijlocitori din 1716.
În centrul istoric al orașului Louny se află Piața Mírové. Primăria, aflată în piață, este o clădire neorenascentistă din 1887. Cea mai valoroasă clădire din piață este o casă renascentistă, astăzi sediul arhivei districtului.
S-au păstrat părți din meterezele orașului, la fel și Poarta Žatec, din 1500.

## Persoane notabile
- Jaroslav Vrchlický⁠(d) (1853–1912), poet
- Václav Hlavatý⁠(d) (1894–1969), matematician
- Otakar Jaroš⁠(d) (1912–1943), ofițer în forțele cehoslovace din Uniunea Sovietică⁠(d)
- Božena Kacerovská⁠(d) (1880–1970), cântăreață de operă
- Zdeněk Sýkora⁠(d) (1920–2011), pictor
- Milan Kymlicka⁠(d) (1936–2008), compozitor și dirijor ceho-canadian
- Jakub Michálek⁠(d) (născut în 1989), politician
- Karolína Plíšková (născută în 1992), jucătoare de tenis
- Kristýna Plíšková (născută în 1992), jucătoare de tenis

## Orașe înfrățite
Louny este înfrățit cu:
- Barendrecht, Olanda de Sud, Țările de Jos.
- Lučenec, Slovacia
- Moret-Loing-et-Orvanne⁠(d), Franța
- Zschopau, Germania